# 灯敦生
灯 敦生（ともり あつき、1994年6月30日 - ）は、日本の脚本家・女優・映像監督・作詞家・ラジオDJ・歌手である。東京都出身。日本大学藝術学部映画学科卒業。

## 人物・経歴
在学中の2016年に映画『イタズラなKiss The Movie』小森じんこ役でデビュー。
きっかけは、脚本助手として出席した打合せで、同作監督溝口稔から「じんこに似てる。やってみたら？」と言われたこと。
2020年脚本家デビュー。翌21年『お耳に合いましたら。』で地上波脚本初参加。

### 映画祭
- 第29回東京国際映画祭 特別招待「イタズラなKiss THE MOVIE～ハイスクール編～」出演[2]
- ゆうばり国際ファンタ2019「ニート・ニート・ニート」ヒロイン[3]
- ゆうばり国際ファンタ2022「Blind Mind」脚本・プロデュース[4]
- インド 2 11 17国際映画祭 最優秀国際短編映画賞受賞「7月の約束」脚本[5]

- 第37回東京国際映画祭 TIFFシリーズ部門出品「外道の歌」脚本[6]

## 脚本

### ドラマ
- Paravi『病室で念仏を唱えないでください～サトリ研修医・田中玲一～』（2020年1月）[7]
- テレビ東京『お耳に合いましたら。』（2021年7月）[8]
- テレビ東京『真夜中にハロー！』（2022年1月）[9]
- dTV『真夜中にハロ―！ ～女の園は出汁の香り～』（2022年3月）[10]
- テレビ朝日『君があざとくて何が悪いの? あざと連ドラ第4弾』（2022年4月）[11]
- フジテレビ『純喫茶に恋をして』（2022年4月）[12]
- TELASA『君があざとくて何が悪いの? 〜エピローグ〜』（2022年5月）[13]
- テレビ朝日『東京であざとく頑張って何が悪いの? あざと連ドラ第5弾』（2022年6月）[14]
- テレビ東京『雪女と蟹を食う』（2022年7月）[15]
- TBS『差出人は、誰ですか？』（2022年10月）[16]
- テレビ東京『真相は耳の中』（2022年10月）[17]
- NUMA『初声物語』（2022年10月）‐ 演出兼[18]
- テレビ大阪『わたしの夫は―あの娘の恋人―』（2023年1月）[19]
- テレビ朝日『ひともんちゃくなら喜んで！』（2023年1月）[20]
- 九州朝日放送『福岡恋愛白書18「春のおとなりさん」』（2023年3月）[21]
- 中京テレビ『スーパーのカゴの中身が気になる私』（2023年7月）[22]
- テレビ朝日『around1/4 アラウンド・クォーター』（2023年7月）[23]
- テレビ東京『沼オトコと沼落ちオンナのmidnight call 〜寝不足の原因は自分にある。〜』（2023年8月）[24]
- テレビ東京『ポケットに冒険をつめこんで』（2023年10月）[25]
- NHK-FM『FMシアター希望の推し』（2024年1月）[26]
- テレビ東京『痛ぶる恋の、ようなもの』（2024年3月）[27]
- 関西テレビ『社内処刑人〜彼女は敵を消していく〜』（2024年4月）[28]
- テレビ大阪『買われた男』（2024年5月）[29]
- BUMP『大人に恋はムズカシイ』（2024年7月）[30]
- Amazon Prime Video『少女A』（2024年9月）
- FOD『Love in The Air-恋の予感-』（2024年11月）‐ 監督兼[31]
- DMM TV『外道の歌』（2024年12月）[32][6]
- テレビ東京『マイ・ワンナイト・ルール』（2025年1月）‐ 監督兼[33]
- テレビ東京『晩餐ブルース』（2025年1月）[34]
- テレビ東京『ジョフウ 〜女性に××××って必要ですか?〜』（2025年4月）[35]
- Hulu『おとなになっても』（2025年4月）[36]
- 日本テレビ『今世も落ちる、恋ならば。』（2025年5月）[37]
- TBS×BUMP『かつて女の子だった人たちへ―ユミとレミ―』（2025年5月）[38]
- フジテレビ『Love in The Air-恋の予感-』（2025年6月）‐ 監督兼[39]
- フジテレビ『Love Sea-愛の居場所-』（2025年8月）‐ 監督兼[40]

### 映画
- 狂武蔵（2020）[41]
- Blind Mind（2023）‐ プロデューサー兼[42]
- あかくて旨い（2023 - CLショートフィルムプロジェクト“COLORS”）[43]

- 7月の約束（2023 - 北海道ていね山映画祭記念）[44]

### 舞台
- 君の顔なんかイモみたい（2020 -制作山口ちはるプロデュース）[45]
- ママンザイ（2021 ‐ステージシネマ）[46]
- 放課後戦記~血塗られた首謀者~ (2021) ‐ 演出兼
- 梅山恋和一人朗読劇「１×２０」（2023）
- READING WORLD 世界文化遺産下鴨神社 朗読劇「鴨の音 第五夜 浅黄の桜」（2024）[47]
- 朗読劇「沼オトコと沼落ちオンナのmidnight call 〜寝不足の原因は自分にある。〜」（2024） ‐ 演出兼

### MV
- osage「触れ逢いたい」(2021) ‐ 監督兼[48]
- osage「ハレモヨウ」（2021）（「触れ逢いたい」と前後編）[49]
- the quiet room「約束のかわりに」(2021)（1st Full Album「花束のかわりに」1分ドラマ×11）[50]
- osage「5周年トレイラードラマ」（2022）‐ 監督兼[51]
- osage「フロイト」（2022）

### 広告
- マルエス「恋スルメ」（2017）
- 学研プライムゼミ（2017）
- NTTドコモ「iコンシェル」（2018）
- 東京福祉大学（2018）

## 出演

### 映画
- イタズラなKiss（2016年 - 2017年、溝口稔監督） - 小森じんこ 役[52]
  - イタズラなKiss THE MOVIE〜ハイスクール編〜
  - イタズラなKiss THE MOVIE2〜キャンパス編〜
  - イタズラなKiss THE MOVIE3〜プロポーズ編〜
- マスタード・チョコレート（2017年、笹木彰人監督） - 佐々木美桜 役[53]
- ホペイロの憂鬱（2018年、加治屋彰人監督） - イチコ 役
- ゆずりは（2018年、加門幾生監督） - 報道リポーター 役（特別出演）
- 燈火　風の盆（2018年、坂下正尚監督） - 酒井清美 役
- ニート・ニート・ニート（2018年、宮野ケイジ監督） - ヒロイン・月子 役[54]
- PARALLEL（2021年、田中大貴監督） - にゃつき 役（友情出演）[55]
- 189（2022年、加門幾生監督） - 増田典子 役[56]

### テレビ番組
- 日本テレビ「ビックラコイタ箱」
- TBS「週刊 EXILE」
- フジテレビ「痛快TVスカッとジャパン」
  - 「女が嫌いな女撃退スカッと～ チヤホヤされたがる女」牛尾恵 役
  - 「スカッとばあちゃん」沢部菜々子 役
  - 「本当にいた！サイテー悪女を成敗2時間SP〜 私が1番！結局自慢オンナ～」出演 鏑木京子 役
  - 「大人がダメな若者に喝!2 時間 SP」桜庭美和 役
  - 「撃退スカッと～30 歳オーバーをバカにする女～」鴨志田鈴 役
  - 「言ってやったスカッと2時間SP」松本静 役
  - 「スカッとジャパン2時間SP～スーパー迷惑客ランキング～」三橋千夏 役
- BS11「密着!第2回マイナビ日本こども映画コンクール 」ナビゲーター[57]
- TOKYO MX「ひるキュン！」
- TBS「病室で念仏を唱えないでください」中川陽子 役
- TBS「THE TIME,」

### ドラマ
- イタズラなKiss（2016年、ゲオチャンネル） - 小森じんこ 役 [58]
  - イタズラなKiss THE MOVIE 番外編 History of KOTOKO ～ 琴子の恋物語[58]
  - イタズラなKiss THE MOVIE 番外編 History of NAOKI ～ 直樹の受難[58]
  - イタズラなKiss THE MOVIE 番外編 進学試験と琴子のバイト[58]

- ゆずりは～同窓会～（2018年、加門幾生監督） - 小森真由美 役
- 列島制覇ー非道のうさぎー（2021年、内田英治監督）- ネオギャル 役
- 初声物語（2022年、NUMA）- ゆるふで 役[18]
- FMシアター・希望の推し（2024年１月20日、NHK-FM）- カナコ 役[26]
- 大人に恋はムズカシイ（2024年7月、BUMP）- リコ 役[30]
- Love Sea-愛の居場所（2025年8月、フジテレビ）[59]

### 舞台
- HYBRID PROJECT アトリエ公演 6th Satellite RAMPO chronicle「モガリノミヤ」（2017）

- HYBRID PROJECT Vol.17 「Re -」（2018）

- スターライドオーダー（2023）

### MV
- 0.1g の誤算「有害メンヘラドール」（2018年）
- osage 「ドライフラワー」（2021年）[60]
- 灯敦生「指先のミライ」（2021年、須賀健太監督）[61]

### 広告
- マルエス「恋スルメ」
- 学研プライムゼミ
- いせや呉服店「卒業袴」
- 日本大学生物資源科学部
- 東京福祉大学

### ラジオ・新聞
- FM-FUJI「はんなり士門塾」
- 共同通信「大学進学」
- レインボータウンFM「灯敦生のシネマetc」(2022年1月-6月、23時台パーソナリティー)
- 静岡FM放送「K-mix Wiz.」
- Artistspoken「畑中翔太のはいカット！」
- レインボータウンFM「灯と雨莉のよるシネマ」(2022年7月-、同枠)
- NACK5「ラジオのアナ～ラジアナ」
- bayfm「平祐奈の凸凹ラジオ」
- スポニチ「人気のテレ東深夜ドラマ　支える次世代女性脚本家」[62]
- レインボータウンFM「灯と彩のよるシネマ」(2024年3月-、同枠)
- レインボータウンFM「灯敦生のシネマラジオ」(2024年9月-、同枠)
- 文化放送「READING WORLD」
- スポニチ「リメイクヒット　3年で35作品…監督、演出もマルチに」[63]

### イベント
- 香港ファッション・ウィーク2016 秋／冬[64]
- ミスブライダルモデルG（ゲスト審査員）
- 神戸コレクション 2016 A/W ランウェイ[65]
- 長崎ハウステンボス「光の王国　点灯式」
- 第2回マイナビ日本こども映画コンクール（表彰式MC）
- 第3回マイナビ日本こども映画コンクール（表彰式MC）[66]
- 厚生労働省主催「子どもの虐待防止推進全国フォーラム」[67]
- 渋谷ヒカリエ写真展「すべて光」[68]

## 監督・プロデュース
- ショートフィルム「猫も杓子もシモキタも」監督（2018）（第３回未完成映画予告編大賞入選）
- MV「触れ逢いたい - osage」監督（2021）[48]
- 舞台「放課後戦記~血塗られた首謀者~」演出（2021）
- 広告「osage5周年トレイラー」監督（2021）[69]
- MV「cinnamons × Couple - Orange」クリエイティブディレクター（2022）
- NUMA「初声物語」演出（2022）[18]
- 映画「Blind Mind」プロデューサー（2023）[70]
- FOD「Love in The Air-恋の予感-」監督（2024）[31]
- 朗読劇「沼オトコと沼落ちオンナのmidnight call 〜寝不足の原因は自分にある。〜」演出（2024）
- テレビ東京「マイ・ワンナイト・ルール」監督（2025）[33]
- フジテレビ「Love in The Air-恋の予感-」監督（2025）[39]
- フジテレビ『Love Sea-愛の居場所-』監督（2025）[40]
- ドキュメンタリー映画「裸を脱いだ私」監督・撮影（2026完成予定）[71]

## 作詞
- 「BGMR」‐乃木坂46 27thシングル収録PV　歌：賀喜遥香　作曲：Yu（vague）（2021）[72]
- 「指先のミライ」-映画『 189 (2021年の映画)  』挿入歌　歌：灯敦生　作曲：Yu（vague）（2021）[73]
- 「週末ポップコーンクラブ」-NHK-FM『希望の推し』劇中歌　作曲：清塚信也（2024）[74]
- 「希望レインボー」-NHK-FM『希望の推し』主題歌　作曲：清塚信也（2024）[74]
- 「Love in The Air-恋の予感-」-ドラマ『Love in The Air-恋の予感-』エンディングテーマ（2024）

### 監修・寄稿
- osage掌編小説「root(s)」監修 ※４編目「ドライフラワー」は自ら寄稿（2021）[75]
- 月刊「ドラマ」ライター掲示板（2024年2月号、11月号）[76]